# 2022年の台湾
2022年の台湾（2022ねんのたいわん）では、2022年（民国111年）の台湾（中華民国）に関する出来事について記述する。

## 国家元首等
- 総統
  - 第14代: 蔡英文 （2016年5月20日 - ）
- 副総統
  - 第15代: 頼清徳 （2020年5月20日 - ）
- 行政院長
  - 第30代: 蘇貞昌 （2019年1月11日 - 2023年1月31日）
- 行政院副院長
  - 第43代: 沈栄津 （2020年6月19日 - 2023年1月30日）
- 立法院長
  - 第12代: 游錫堃 （2020年2月1日 - 2024年1月31日）
- 司法院長
  - 第11代: 許宗力（英語版、中国語版） （2016年11月1日 - ）

## できごと

### 3月
- 3月23日 - 花蓮地震。

### 8月
- 8月2日-3日 - アメリカ合衆国下院議長ナンシー・ペロシ、台北市を訪問。

- 8月4日-10日 - 中国人民解放軍、台湾周辺で大規模軍事演習を実施。

### 9月
- 9月17日 - 台東地震。

### 11月
- 11月26日 - 2022年中華民国統一地方選挙。

### 12月
- 12月18日 - 台北市で「台北マラソン2022」開催。